# Ramiro Bentancur
Pablo Ramiro Bentancur Rodríguez, noto semplicemente come Ramiro Bentancur (Melo, 28 febbraio 1989), è un ex calciatore uruguaiano, di ruolo portiere.

## Carriera
Cresciuto nel settore giovanile della Juventud, ha trascorso la maggior parte della sua carriera con il Cerro Largo, club nel quale ha collezionato oltre 90 incontri fra prima e seconda divisione uruguaiana.